# کوریانه (لهستان)
کوریانه (به لهستانی:  Kuriany) یک روستا در لهستان است که در گمینا زابوودوو واقع شده‌است. کوریانه ۶۰۰ نفر جمعیت دارد.